# 勃艮第的玛格丽特
勃艮第的玛格丽特（1290年—1315年4月30日），法兰西国王路易十世也是纳瓦拉国王路易斯一世的原配和王后；但是她在整个法兰西王后任期内都被关在监狱里。

## 生平
玛格丽特生于1290年，她是勃艮第公爵罗贝尔二世（1248年—1306年）和路易九世和普罗旺斯的玛格丽特的幼女法兰西的阿格妮丝（1260年—1327年）的次女，所以她出身卡佩王朝的支系勃艮第公爵家族。她也是两位勃艮第公爵休五世和奥多四世、法兰西国王腓力六世王后让娜的姐姐。
玛格丽特和法兰西国王腓力四世和纳瓦拉女王胡安娜一世的长子路易的婚约于1300年2月28日在龙尚修道院和1301年3月28日在万塞讷谈妥。1305年9月23日，玛格丽特在科尔贝伊-埃松嫁给已在4月2日成为纳瓦拉国王路易斯一世的表侄路易。1308年1月，她因此以纳瓦拉王后的身份在滨海布洛涅参加了小姑子法兰西的伊莎贝拉和英格兰国王爱德华二世的婚礼。
路易和玛格丽特有一女让娜（1312年—1349年）。路易被称为“吵架者”和“任性者”，据说他更喜欢打网球，而不是和“活泼而漂亮”的玛格丽特呆在一起。
1314年初，玛格丽特因内勒塔事件被控与年轻骑士腓力和戈蒂埃·奥奈通奸。她的小姑子伊莎贝尔为指控她的目击者。起因是伊莎贝尔发现自己送给嫂嫂们的钱包被那两位骑士所佩带。在刑讯下，两名骑士认罪称已与国王的儿媳们保持了四年的关系。在蓬图瓦兹，他们死于轮刑、生剥皮、去势、斩首，然后被枭首，尸体挂在绞架上。玛格丽特与妯娌勃艮第的布朗歇一起被剃发、换上亚麻布的衣服及判处终身监禁，被秘密关在加亚尔城堡的地牢。
据说玛格丽特曾在内勒塔与年轻的学者让·布里丹私会。这也几乎连累到了布里丹。

## 去世
1314年11月29日，玛格丽特的公公腓力四世驾崩，路易登基为法兰西国王路易十世。玛格丽特因而成为法兰西王后。但路易十世没有撤销对她通奸的惩罚，她仍被关在狱中，亦无缘加冕。由于当时没有教宗，路易十世无法寻求婚姻作废。
在监狱的恶劣条件下，1315年4月30日，玛格丽特王后被发现死于狱中，原因不明。可能死于肺结核。她去世的时机和情况引起了很多猜测。例如，据克里斯蒂安·布耶说，“她死了，也许是被谋杀了，更确定地是由于受到了她的待遇而致”，而米歇尔·穆尔在他的《历史词典》中坚持说，“她在第二年被勒死”，这也是莫里斯·德鲁昂在他的作品中引用的文章，被引用到电视剧《被詛咒的國王》中。
玛格丽特葬于韦尔农的科德利耶教堂。
在仍与玛格丽特保持婚姻关系的同时，路易十世选择了匈牙利的克莱门西娅作为他的新婚妻子，她于1315年8月初登陆普罗旺斯，并于同月19日在特鲁瓦与国王结婚。

## 身后
玛格丽特的女儿让娜由于母亲被控通奸，父系血统受到质疑。路易十世临终前正式承认让娜是自己的女儿。让娜未能继承法兰西王位，因其夫费利佩三世与她的堂叔兼姨父法兰西国王腓力六世的安排才在1328年收回了对纳瓦拉的部分权利，登基为纳瓦拉女王胡安娜二世（1311年—1349年）。 
1361年，玛格丽特的继承权在侄孙勃艮第公爵菲利普一世过早去世后变得很重要，因为最近的勃艮第继承人是玛格丽特及其妹让娜的后代。玛格丽特的外孙和纳瓦拉的继承人卡洛斯二世以长子继承制宣称了该公国，但让娜的儿子法兰西的让二世则基于亲缘关系，比勃艮第公爵更近了一代人。作为国王，他以自己统治法兰西的优势让自己成为勃艮第公爵，后来将公国授予他的儿子大胆的菲利普。

## 小说形象
勃艮第的玛格丽特的故事是弗雷德里克·加亚尔和大仲马的戏剧《内勒塔事件》（1832年）和米歇尔·泽瓦科的两本小说——1923年被改编为电影的《内勒塔的主角布里丹》（1913年）和《血腥王后勃艮第的玛格丽特》（1914年）的背景。加亚尔和大仲马的剧本已经多次改编成电影，特别是在1955年由阿贝尔·冈斯执导的《内勒塔事件》，西尔瓦娜·潘帕尼尼扮演玛格丽特。
在莫里斯·德鲁恩的历史小说《被诅咒的国王》系列的两部1955年小说《铁国王》《被绞死的王后》中，玛格丽特得到描绘。在1972年该系列改编的法兰西迷你剧和2005年版中，她分别由穆里埃尔·巴蒂斯特和埃莱娜·菲利埃扮演。
古斯塔夫·福楼拜有短剧《勃艮第的玛格丽特逝世的最后一幕》。
玛格丽特在2019年历史剧《骑士陨落》的第二季中扮演着举足轻重的角色。她由克莱门汀·尼科尔森饰演。

## 画作
内勒塔事件的丑闻，尤其是加亚尔和大仲马的戏剧《内勒塔事件》，启发了19世纪的一些历史画家。剧集首演后的一年，约瑟夫·德西雷·科特在1833年的画院描绘了《马里尼大臣下令逮捕玛格丽特王后》。在这幅画中，王后在一个十字架处被单独展示。
1840年，夏尔·亚历山大·德巴克在沙龙展出《内勒塔事件》。罪人们在这座塔的脚下发现了一具尸体。1842年，画家通过展示勃艮第的玛格丽特和其妯娌布朗歇来利用同一主题，两妯娌因通奸被定罪，被带到诺曼底的要塞加亚尔城堡。
1845年，弗雷德里克·佩森在勃艮第的玛格丽特·德勃艮第沙龙展出了《勃艮第的玛格丽特聆听布里丹》（或《勃艮第的玛格丽特和布里丹在内勒塔监狱》），次年他将其捐赠给法布爾博物館。同一座博物馆还保存着佩森所作的《坐着的勃艮第的玛格丽特》，但没有日期。

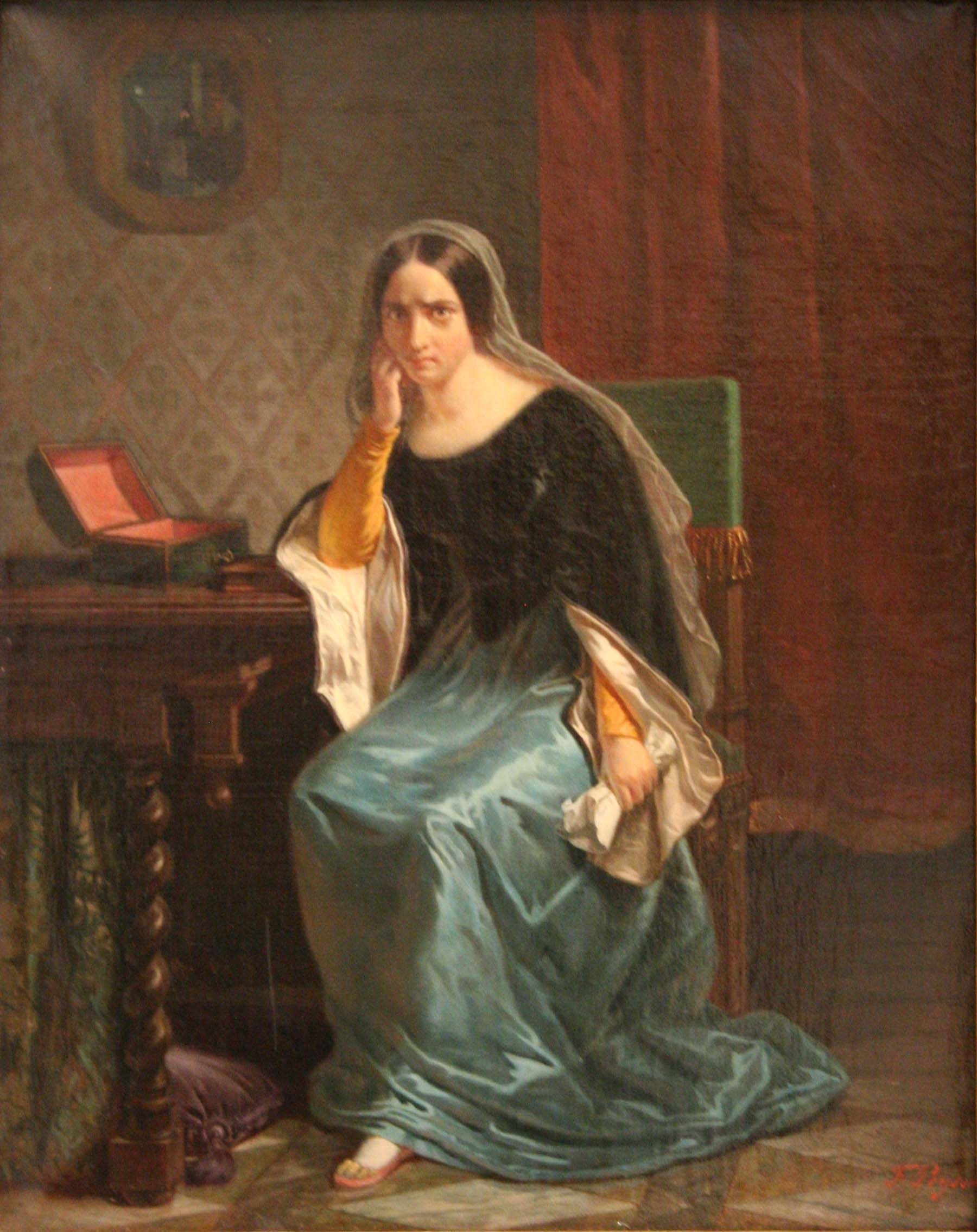
弗雷德里克·佩森，《坐着的勃艮第的玛格丽特》，约1844年
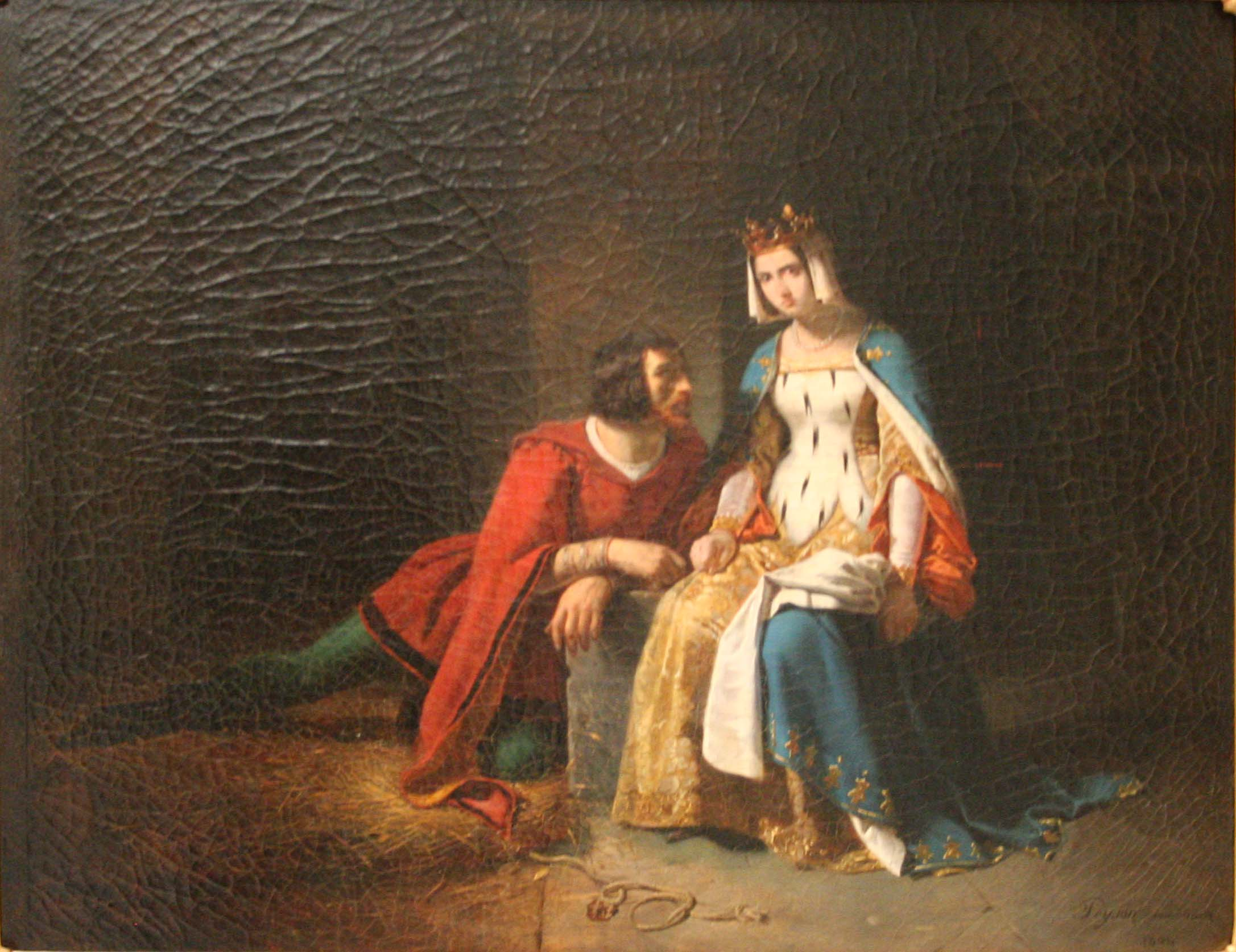
弗雷德里克·佩森，《勃艮第的玛格丽特聆听布里丹》，1844年

## 资源
- Bradbury, Jim. . Continuum Books. 2007.
- Echols, Anne; Williams, Marty. . Markus Weiner Publishing Inc. 1992.
- Finch, Julia. . Proctor-Tiffany, Mariah; Hamilton, Tracy Chapman  (编). . Brill. 2019: 181–204.

| 勃艮第的玛格丽特 勃艮第王朝卡佩王朝的分支出生于：大约1290年逝世於：4月30日1315年 | 勃艮第的玛格丽特 勃艮第王朝卡佩王朝的分支出生于：大约1290年逝世於：4月30日1315年 | 勃艮第的玛格丽特 勃艮第王朝卡佩王朝的分支出生于：大约1290年逝世於：4月30日1315年 |
| 法國王族                                                                         | 法國王族                                                                         | 法國王族                                                                         |
| -------------------------------------------------------------------------------- | -------------------------------------------------------------------------------- | -------------------------------------------------------------------------------- |
| 空缺上一位持有相同頭銜者：阿图瓦的布朗歇                                         | 纳瓦拉王后 1305–1315                                                             | 空缺下一位持有相同頭銜者：匈牙利的克莱门西娅                                     |
| 空缺上一位持有相同頭銜者：纳瓦拉的胡安娜一世                                     | 法兰西王后 1314–1315                                                             | 空缺下一位持有相同頭銜者：匈牙利的克莱门西娅                                     |